# Пивоваров Сергій Володимирович
Сергій Володимирович Пивоваров (нар. 16 грудня 1960, смт Полонне, Україна) — український науковець, археолог, історик. Доктор історичних наук, професор. Лауреат премії імені Омеляна Поповича. Член Спілки археологів України.

## Життєпис
Сергій Пивоваров (родове прізвище  — Пивовар — зросійщив батько, коли він утік з відновлення шахт Донбасу після німецько-радянської війни, що могло спричинити заслання до Сибіру) народився 16 грудня 1960 року в смт Полонне Полонського району Хмельницької области України.
Закінчив Чернівецький національний університет (1983, спеціальність — історія).
Працював асистентом, доцентом, професором і завідувачем кафедри етнології, античної та середньовічної історії, заступником декана з наукової роботи факультету історії, політології та міжнародних відносин Чернівецького національного університету (1983—2013).
Директор Буковинського центру археологічних досліджень при ЧНУ. Протягом певного часу — директор Чернівецької філії ДП НДЦ «Охоронна археологічна служба України» Інституту археології НАН України.
З 2014 року — заступник генерального директора з наукової роботи Національного Києво-Печерського історико-культурного заповідника.

### Громадська діяльність
Відстояв від знищення десятки археологічних пам'яток України.

### Наукова діяльність
Автор та співавтор численних наукових монографій та численних публікацій, в тому числі з археології Чернівецької области, а також посібника з археології для школярів.
У 2004—06 був керівником археологічної експедиції, яка провела розкопки Хотинської фортеці та вперше дослідила Хотинську мечеть, встановивши її розміри та орієнтацію.
Праці
- Пивоваров, С. Середньовічне населення межиріччя Верхнього Пруту та Середнього Дністра (ХІ–перша половина ХІІІ ст.; 2006);
- Пивоваров, С. Християнські старожитності в межиріччі Верхнього Пруту та Середнього Дністра (2001);
- Михайлина Л., Пивоваров, С. Нариси з історії Хотинської фортеці. Факти, легенди, гіпотези (2011);
- Пивоваров, С. Нумізматичні пам'ятки Буковини (2002);
- Пивоваров, С. Нові знахідки предметів озброєння та спорядження вершника і верхового коня з Чорнівського городища (перша половина ХІІІ ст.; 2001);
- Пивоваров, С. Середньовічне озброєння з городища XIV ст. в Зеленій Липі (2003);
- Мисько Ю., Пивоваров, С. Находки ножей с волютообразными навершиями в Верхнем Попрутье и Среднем Поднестровье (2010);
- Пивоваров, С.Дослідження Чорнівського городища першоі половини XIII ст. (2008);
- Михайлина Л., Пашкевич Г., Пивоваров, С. Рільництво слов'яно-руського населення межиріччя верхнього Пруту та середнього Дністра (2007);
- Пивоваров, С. Римські монети в старожитностях черняхівської культури (1999);
- Пивоваров, С. Металеві навершя булав з давньоруських пам'яток Буковини (2012);
- Пивоваров С., Чучко, М. Образование земли молдавской и формирование ее северных границ во второй половине xiv начале XVI В. В свете письменных источников и археологических материалов (2010);
- Пивоваров, С. Озброєння воїна XIV ст. з Середнього Подністров'я (за даними археологічних розкопок в с Зелена Липа; 2003);
- Пивоваров, С. Медальйон зі святим вершником з літописного Василева: спроба інтерпретації (2011);
- Пивоваров, С. Історичний розвиток населення межиріччя верхнього Пруту та середнього Дністра в ХІ–першій половині ХІІІ ст. (2007);
- Пивоваров, С. Предмети з християнською та язичницькою символікою у давньоруських старожитностях Буковини (нові знахідки; 2002);
- Пивоваров С., Калініченко, В. Навершя руків'я меча з Чорнівського городища першої половини XIII ст. (2014);
- Пивоваров С., Калініченко, В. Предмети озброєння дальнього бою з Чорнівського городища першої половини ХІІІ ст.(археологічні дослідження 2012 р.; 2014);
- Пивоваров С., Калініченко, В. Територіальна ідентифікація наконечників стріл з Чорнівського городища (до постановки проблеми; 2014).